# Bernd Lindinger
Bernd Lindinger (* 10. Jänner 1940 in Linz) ist ein ehemaliger österreichischer Politiker (FPÖ), Chemiker und FPÖ-Landesgeschäftsführer. Er war von 2001 bis 2003 Mitglied des österreichischen Bundesrats.

## Ausbildung und Beruf
Lindinger besuchte zwischen 1946 und 1950 die Volksschule in Pressbaum und absolvierte danach von 1950 bis 1958 die Realschule in Wien. Er studierte ab 1958 Technische Chemie an der Technischen Universität in Wien und schloss sein Studium 1969 mit den akademischen Graden Dipl.-Ing. und  Dr. techn. ab. Danach leistete er 1970 den Präsenzdienst ab. Beruflich arbeitete er im Anschluss von 1970 bis 1974 als Leiter des Entwicklungslabors Metall der Ringsdorff-Werke Bonn-Bad Godesberg, 1975 wechselte er als Leiter des Zentralen Labors der Kapsch AG nach Wien. Er war bis zum Jahr 2000 bei der Firma Kapsch beschäftigt und fungierte danach zwischen den Jahren 2000 und 2001 als Landesgeschäftsführer der FPÖ Niederösterreich.
Während der Schulzeit wurde er Mitglied der Wiener pennalen Burschenschaft Vandalia sowie während des Studiums der Wiener akademischen Burschenschaft Olympia. Beiden Burschenschaften gehört Lindinger heute als Alter Herr an.

## Politik und Funktionen
Bernd Lindinger wurde Mitglied der Freiheitlichen Partei und engagierte sich ab 1991 als Ortsparteiobmann der FPÖ Pressbaum. Er gehörte dem Gemeinderat der Marktgemeinde Pressbaum ab 1995 als Mitglied an und fungierte zwischen 1991 und 1996 sowie im Jahr 1999 zudem als Mitglied der Landesparteileitung der FPÖ Niederösterreich. Des Weiteren gehörte er während dieser Zeit als Mitglied dem Landesparteivorstand der FPÖ Niederösterreich an und fungierte im Jahr 1999 als Mitglied der Bundesparteileitung der Freiheitlichen Partei Österreichs. 2000 wurde er Mitglied des Landesparteipräsidiums der FPÖ Niederösterreich. Lindinger vertrat die Freiheitliche Partei Niederösterreichs vom 28. Juni 2001 bis zum 23. April 2003 als Mitglied im österreichischen Bundesrate. Er war dort Mitglied im Ausschuss für Bildung, Wissenschaft und Kultur sowie Mitglied im Finanzausschuss des Bundesrates. Des Weiteren fungierte er als Ersatzmitglied im Ausschuss für Frauenangelegenheiten, als Ersatzmitglied im Ausschuss für öffentliche Leistung und Sport, als Ersatzmitglied im Ausschuss für Wirtschaft und Arbeit sowie als Ersatzmitglied im Ausschuss für Verkehr, Innovation und Technologie.

## Auszeichnungen
- Wehrdiensterinnerungsmedaille

## Werke
- Die Löslichkeit von Eisen in Quecksilber. Diplomarbeit an der Technischen Hochschule Wien, Wien 1967
- Die Druckdampfkorrosion von Zirkoniumlegierungen. Dissertation an der Technischen Hochschule Wien, Wien 1969
- Elemente der Gemeindepolitik. Freiheitliche Akademie, Wien 2009; ISBN 978-3-902720-02-3
- Die 9. Todsünde. Sammelband. Textsammlung der Symposien 2004 bis 2008. Freiheitliches Bildungsinstitut, Wien 2010 (als Herausgeber)
- Eine Utopie zerstört die Realität. Die Frankfurter Schule. Eckartschriften Heft 202, Österreichische Landsmannschaft, Wien 2011; ISBN 978-3-902350-39-8